# Polskie wojska pancerne
Polskie wojska pancerne – broń, jednostki, historia oraz geneza polskich wojsk pancernych w kraju oraz na emigracji od momentu utworzenia do czasów obecnych.

## I wojna światowa
Polskie wojska pancerne powstały we Francji pod koniec I wojny światowej. Pierwszą pancerną jednostkę regularnego wojska polskiego utworzono już 1919 roku w Armii Polskiej gen. Hallera we Francji. Był to 1 pułk czołgów, wyposażony w 120 francuskich czołgów FT-17.

## Broń pancerna II RP
17 czerwca tego roku pułk ten wraz z całym wyposażeniem powrócił do Polski z Francji w składzie Armii gen. Hallera. Na garnizon pułku wyznaczono Łódź, gdzie wyładowany został transport 120 czołgów w tym 72 wyposażone w armaty i 48 w karabiny maszynowe. Dawało to wówczas Polsce prawdopodobnie czwarte miejsce na świecie pod względem posiadanych sił pancernych. Jednostka ta zapoczątkowała historię polskich wojsk pancernych.

## II wojna światowa
W okresie II wojny światowej istniały dwie armie polskie na zachodzie oraz na wschodzie, które dysponowały bronią pancerną. Epizodycznie używały jej również oddziały partyzanckie w okupowanej przez Niemców Polsce.

### Broń pancerna PSZ na Zachodzie
Po przegranej przez Polskę kampanii wrześniowej oraz wycofaniu się części wojsk z okupowanego przez wroga kraju rozpoczęto we Francji formowanie Polskich Sił Zbrojnych.

### Polska broń pancerna na froncie wschodnim
Początkiem polskiej broni pancernej na froncie wschodnim było sformowanie jednostki w ramach 1 DP w maju 1943 w rejonie Sielc 1 pułku czołgów średnich.

## PRL
W okresie powojennym Ludowe Wojsko Polskie dysponowało bronią pancerną produkcji ZSRR.

## III RP
Siły Zbrojne Rzeczypospolitej Polskiej posiadają obecnie w swoim składzie również siły pancerne. Współczesne jednostki polskich wojsk pancernych:
- 11 Lubuska Dywizja Kawalerii Pancernej
  - 10 Brygada Kawalerii Pancernej w Świętoszowie;
  - 34 Brygada Kawalerii Pancernej w Żaganiu;
- 1 Warszawska Brygada Pancerna w Wesołej;
- 9 Brygada Kawalerii Pancernej w Braniewie;
- 15 Giżycka Brygada Zmechanizowana (batalion czołgów)
- 21 Brygada Strzelców Podhalańskich (1 batalion czołgów)